# Овсийчук, Владимир Антонович
Владимир Антонович Овсийчу́к  (1924—2016) — советский украинский искусствовед и педагог. В творческом багаже — более 135 научных трудов, в том числе 15 монографий. Заслуженный деятель искусств Украины.

## Биография
Родился 28 июля 1924 года в селе Малый Скнит (ныне Славутский район, Хмельницкая область, Украина). Украинец.
С 1944 года на фронте. Служил автоматчиком на 1-м, а затем 4-м Украинском фронтах, прошёл боевыми дорогами Западной Украины, Польши (через Краков), Чехословакии. Был ранен.
После войны — учёба в Ленинградской академии искусств. 1947 год — студент исторического факультета Львовского университета, в Эрмитаже получает диплом реставратора высокой квалификации.
В 1966 году защитил кандидатскую диссертацию, посвященную исследованию художественной культуры Галичины. Работает в Львовской галерее искусств. Работает над реставрацией Олеского замка.
В 1989 году в Москве защищает докторскую диссертацию на тему: «Украинское искусство второй половины XVI — первой половины XVII веков. Гуманистические и освободительные идеи».
Доктор искусствоведения, профессор кафедры сакрального искусства Львовской национальной академии искусств. Член специализированных Ученых советов по защите кандидатских и докторских диссертаций. Заведующий отделом искусствоведения Института народоведения НАНУ. Член-корреспондент НАИУ.
30 августа 2015 года в Национальном университете «Острожская академия» открыли Центр искусствоведения академика Владимира Овсийчука. Художник подарил университета 76 своих полотен, среди которых пейзажи, автопортреты, портреты и т. п. и прочитал первокурсникам инаугурационную лекцию.

## Награды и премии
- заслуженный деятель искусств Украины
- Государственная премия Украины имени Тараса Шевченко (1994) — за монографии «Украинское искусство второй половины XVI — первой половины XVII веков», «Мастера украинского барокко»
- премия имени И. Я. Франко
- орден Отечественной войны I степени (23.12.1985)
- орден Славы III степени (8.8.1944; был представлен к ордену Отечественной войны II степени)
- орден Красной Звезды (10.2.1945)
- медали
- орден князя Ярослава Мудрого IV степени (2015)[2]
- орден князя Ярослава Мудрого V степени (2009)[3]
- юбилейная медаль «20 лет независимости Украины» (2011)[4].

## Труды
- Овсійчук В. А. Маляр з королівського замку. — Жовтень, 1976, № 3, с. 121–129.
- Овсійчук В. А. Ансамбль Руської вулиці. Л. 1972.
- Овсійчук В. А. Павло Домінічі Римлянин — архітектор львівський. — УММЗ, 1983, с. 54 — 96.
- Овсійчук В. А. Українське мистецтво другої пол. XVI першої половини XVII століття. — Київ: Наукова думка, 1985. — 182 с.
- Овсійчук В. А. Майстри українського бароко. — К., 1991. — 400 с.
- Овсійчук В. А. Збереження українських ікон — нагальна справа сучасності. — Старожитності, 1991 , № 2—3, с. 4 — 5.
- Овсійчук В. Малярі перехідної доби: роздуми над творчістю художників львівського Ренесансу Федька Сеньковича та Миколи Петрахновича. — ЗНТШ, 1994, т. 227, с. 88 — 108.
- Овсійчук В. А. Українське малярство X — XVIII веков: Пробл. кольору. — Львов, 1996.
- Овсійчук В. А. Оповідь про Ікону / В. Овсійчук, Д. Крвавич. — Львів: Ін-т народознавства НАН України, 2000. — 397 с.
- Овсійчук В. А. Класицизм і романтизм в українському мистецтві.- К.: Дніпро, 2001
- Овсійчук В. А. Проблеми духовності у мистецтві Київської Русі-України
- Овсійчук В. А. Українська ікона Х — XIII веков: Духовний і художній феномен
- Крвавич Д. П., Овсійчук В. А., Черепанова С. О. Українське мистецтво. — Львів: Світ, 2003. — Т.1. — 256 с.: 16 вкл. іл.; 24,5 см. — ISBN 966-603-202-3 (в м. опр.). — ISBN 966-603-203-1
- Крвавич Д. П., Овсійчук В. А., Черепанова С. О. Українське мистецтво. — Львів: Світ, 2004. — Т.2.
- Крвавич Д. П., Овсійчук В. А., Черепанова С. О. Українське мистецтво: Навч. посібн.: У 3 ч. — Львів: Світ, 2005. — Ч. 3. — 286 с. + 80 вкл. ISBN 966-603-202-3; 966—603-205-8 (ч. 3).
- Овсійчук В. А. Мистецька спадщина Тараса Шевченка у контексті європейської художньої культури. — Львів: Інститут народознавства НАН України, 2008. — 414 с. з іл.